# Bảo tàng Lịch sử của Thành phố Lublin
Bảo tàng Lịch sử của Thành phố Lublin (tiếng Ba Lan: Muzeum Historii Miasta Lublina) là một bảo tàng tọa lạc tại số 2 Phố Bramowa, Lublin, Ba Lan. Bảo tàng là một chi nhánh của Bảo tàng Quốc gia ở Lublin.

## Lược sử hình thành
Bảo tàng Lịch sử của Thành phố Lublin được thành lập vào năm 1965. Trụ sở của Bảo tàng là tòa nhà Cổng Krakowska lịch sử.

## Triển lãm
Bảo tàng Lịch sử của Thành phố Lublin hiện tổ chức triển lãm thường trực "Lịch sử của thành phố" nhằm giới thiệu lịch sử của Lublin từ thời kỳ định cư (thế kỷ 6-8) đến năm 1944:
- Tầng đầu tiên triển lãm các bộ sưu tập khảo cổ: giới thiệu lịch sử lâu đời nhất của Lublin trải rộng trên bốn ngọn đồi: Staromiejski, Zamkowy, Czwartek và Grodzisk
- Tầng hai triển lãm một phần xuyên suốt về lịch sử của thành phố đến thế kỷ 17
- Tầng thứ ba trưng bày lịch sử của Lublin từ thế kỷ 17 đến thế kỷ 19, vật triển lãm tiêu biểu là các kỷ vật của Cuộc nổi dậy tháng 11 và Khởi nghĩa Tháng Giêng, các bức tranh mô tả Lublin vào cuối thế kỷ 19 và đầu thế kỷ 20
- Tầng thứ tư giới thiệu lịch sử của Lublin trong thế kỷ 19 và 20: chân dung của các cư dân Lublin kiệt xuất, quảng cáo của các doanh nghiệp Lublin, các bức ảnh được chụp trong Chiến tranh thế giới thứ nhất, các hiện vật có liên quan đến giáo dục, lịch sử của Chiến tranh thế giới thứ hai, và các thứ khác
- Tầng năm triển lãm các bức ảnh chụp Lublin trước chiến tranh và có một đài quan sát.

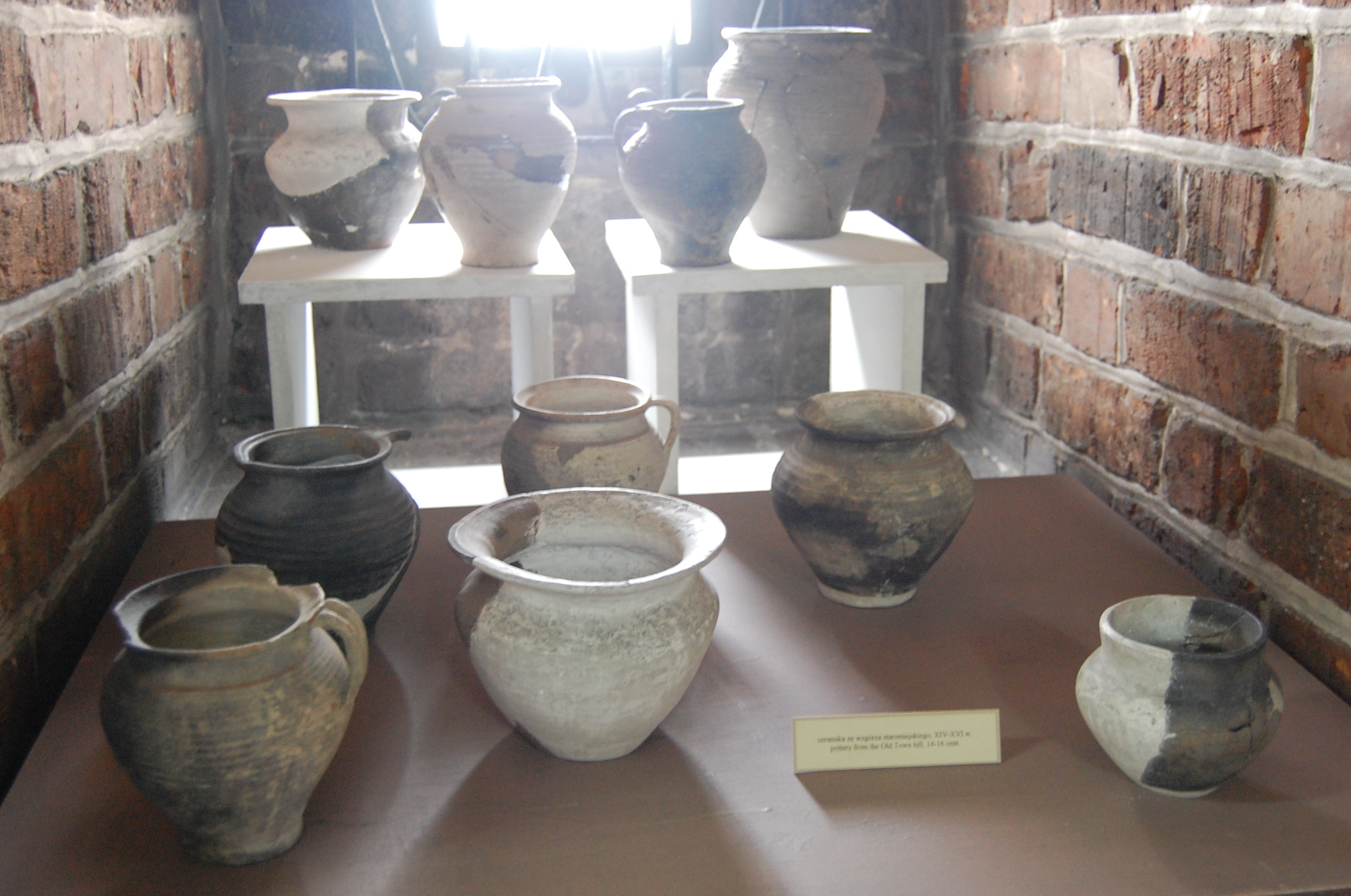
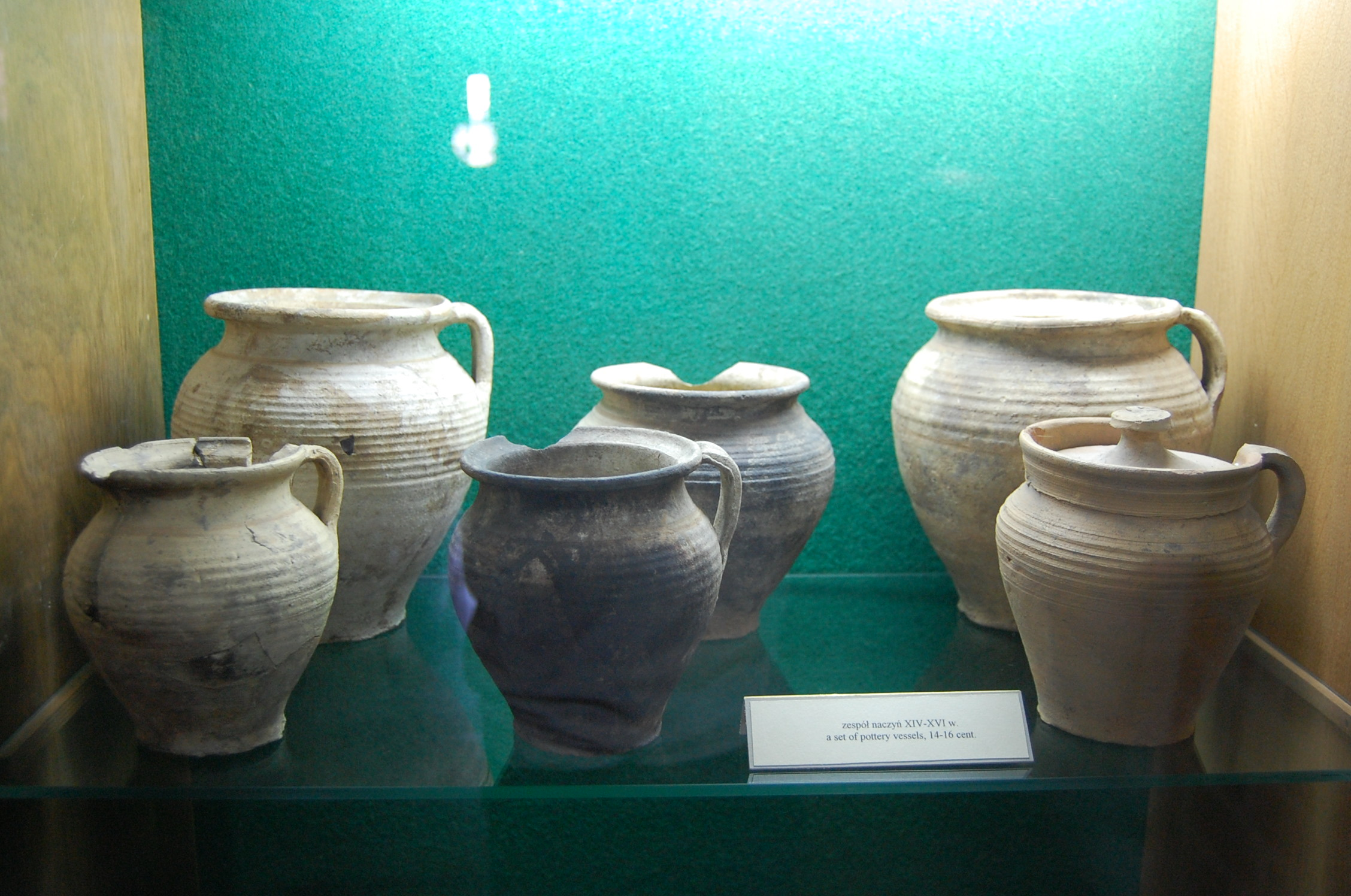
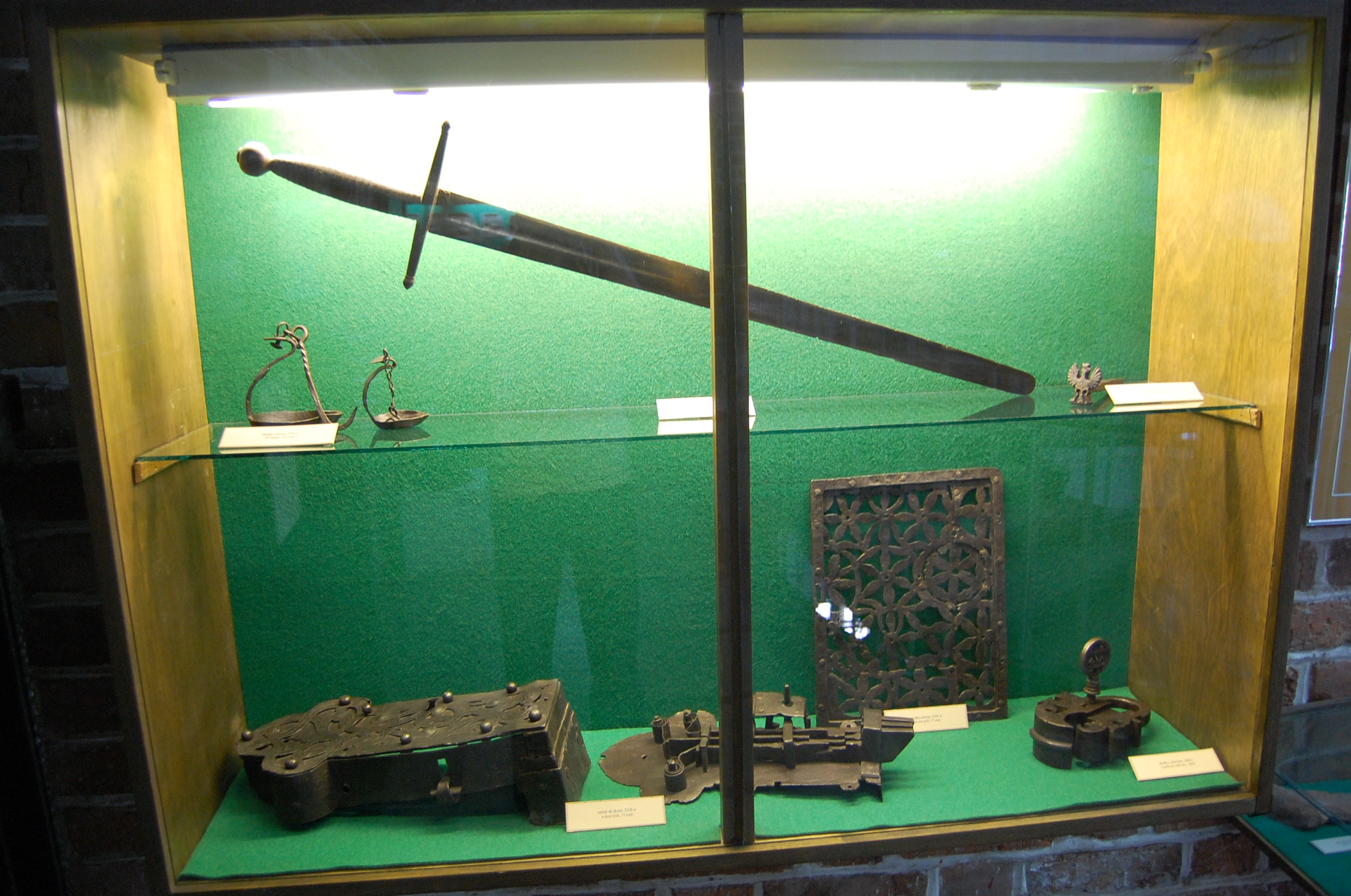
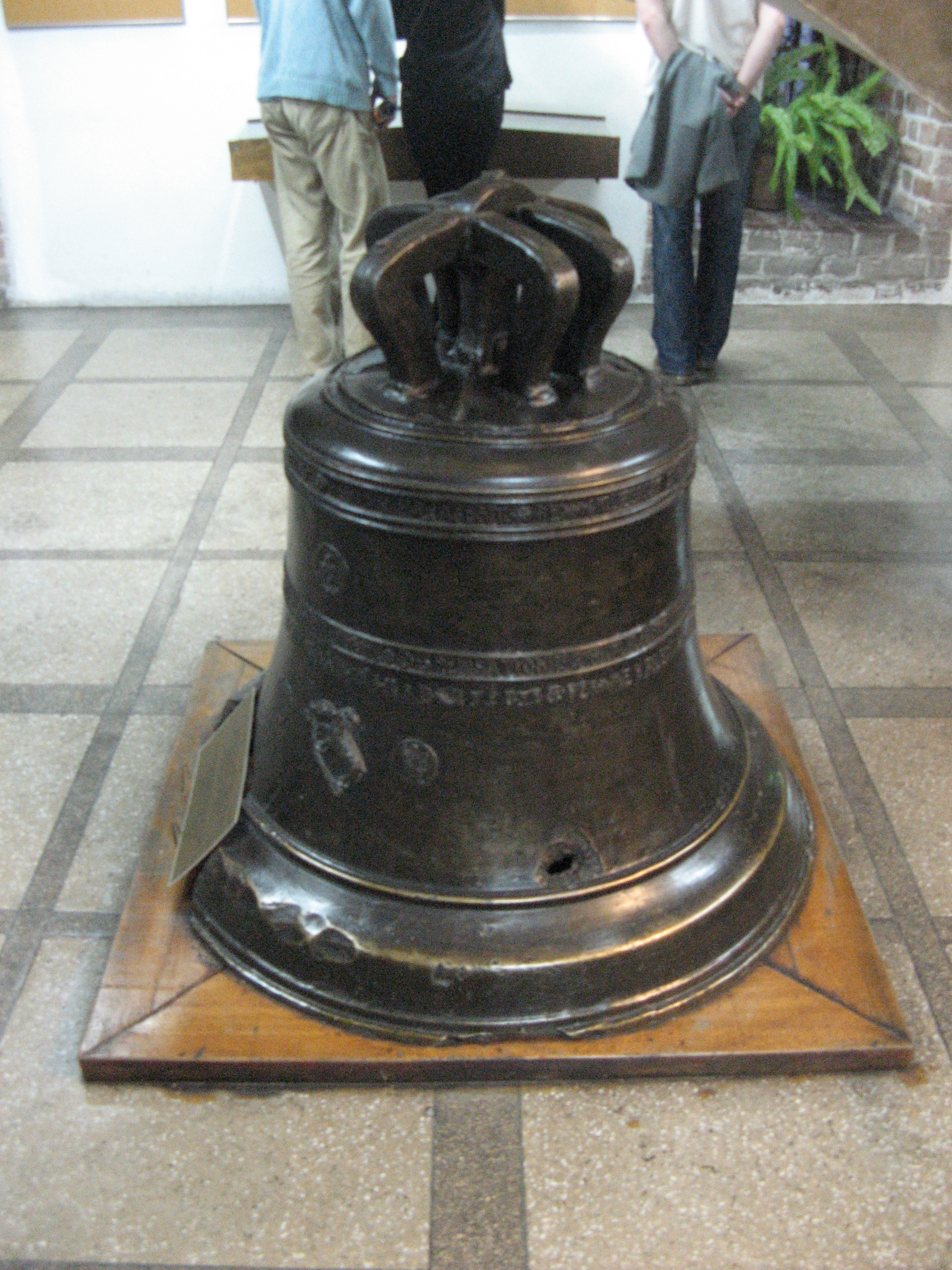
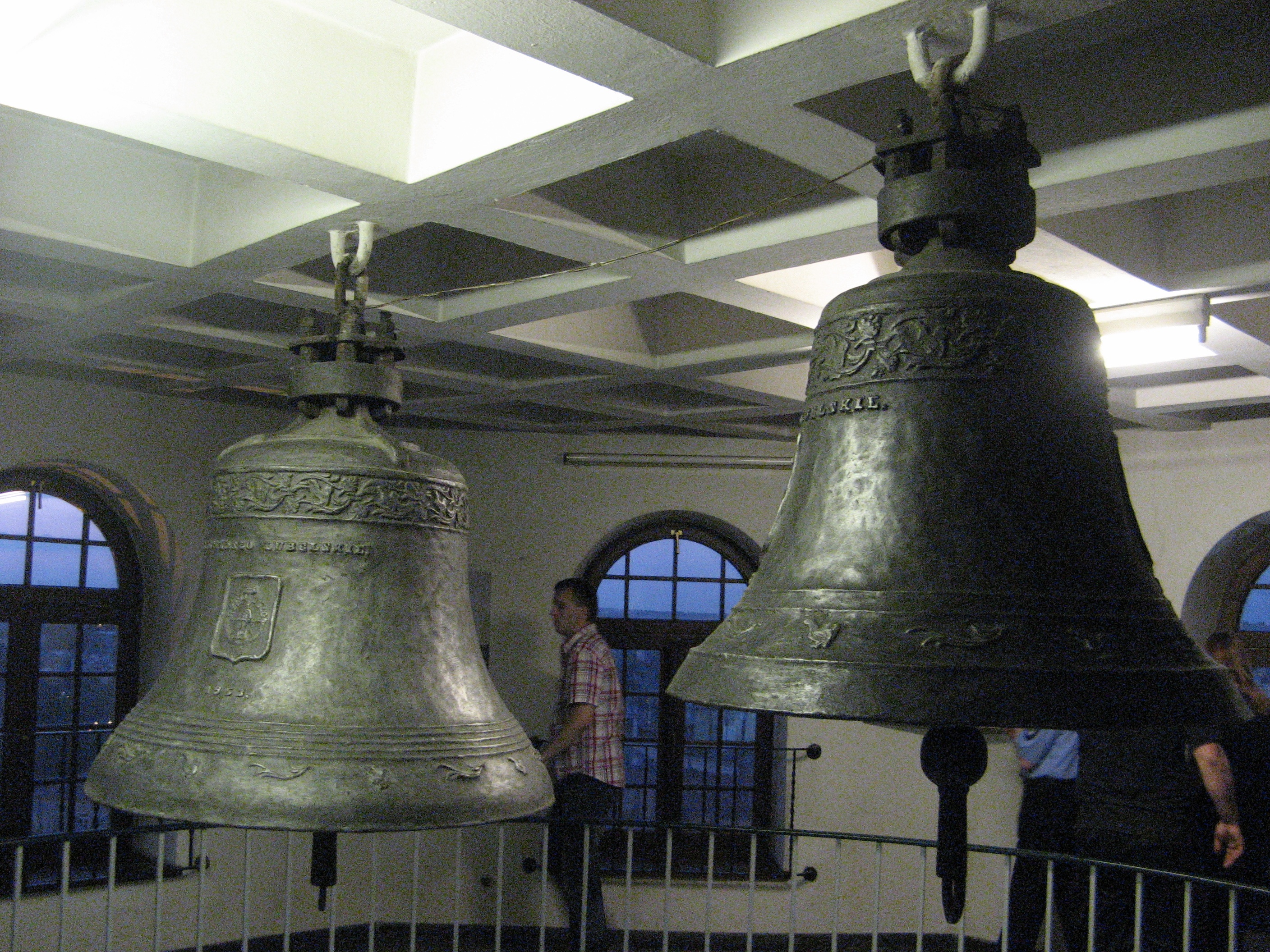